# Linde Bischof
Linde Bischof (* 24. April 1945 in Wasungen) ist eine deutsche Malerin und Grafikerin.

## Leben und Werk
Linde Bischof erlernte nach dem Abschluss der Polytechnischen Oberschule in Wasungen von 1961 bis 1964 in Meiningen den Beruf einer Gebrauchswerberin. Von 1964 bis 1968 studierte sie Gebrauchsgrafik an der Fachschule für Werbung und Gestaltung in Berlin-Schöneweide und von 1968 bis 1973 Malerei und Grafik an der Kunsthochschule Berlin-Weißensee bei Günther Brendel und Arno Mohr. Seit 1973 arbeitet sie freiberuflich in Berlin. Für ihre Arbeit signifikant ist die Suche ihrer Motive vor Ort: so hielt sie sich von 1982 bis 1989 regelmäßig bei Sinti und Roma an der bulgarischen Schwarzmeerküste auf und ab 2000 am Mittelmeer im türkischen Lykien. Ihr besonderes Interesse gilt der Portraitmalerei. Linde Bischof hatte in der DDR eine bedeutende Zahl von Einzelausstellungen und Ausstellungsbeteiligungen.

## Mitgliedschaften
- bis 1990: Verband Bildender Künstler der DDR, dort 1978 Mitglied der Sektionsleitung Malerei/Grafik im Bezirksverband Berlin
- seit 1990 Bundesverband Bildender Künstlerinnen und Künstler Berlin[3]

## Ehrungen
- 1982: Preis des Friedensrats der DDR beim Wettbewerb 100 ausgewählte Grafiken
- 1995: Hauptpreis des Lucas-Cranach-Preises (für die Lithografie Nachtgesicht)[2]

## Rezeption
„Linde Bischof, die seit einem halben Jahrhundert in Berlin lebt, hat die künstlerische Potenz dieser Stadt nachhaltig mitgeprägt, selbst wenn das die Museen bisher verschlafen haben […] Linde Bischof erzählt temperamentvoll im Fluss ihrer Linien und Farbflecken von Mensch und Tier, Naturlandschaften in den Bergen und am Meer […] Bischofs Interesse gilt dem Menschenbild, und die Übergänge zwischen Figur und Porträt sind fließend.“

## Fotografische Darstellung Linde Bischofs
- Christian Borchert: Die Malerin Linde Bischof an ihrem Arbeitsplatz (1975)[5]
- Klaus Morgenstern: Linde Bischof (1991)[6]

## Museen und öffentliche Sammlungen mit Werken Linde Bischofs (unvollständig)
- Berlin: Berlinische Galerie
- Berlin: Stadtmuseum Berlin, Grafische Sammlung
- Berlin: Kunstsammlung Pankow[7]
- Gera: Otto-Dix-Haus

## Einzelausstellungen (Auswahl)
- 1975: Berlin, Galerie im Turm („Malerei und Grafik zum Jahr der Frau“. Mit Herta Heidenreich und Irmgard Kühn)
- 1979: Neubrandenburg, Galerie im Friedländer Tor (Malerei und Grafik)
- 1985: Berlin, Ausstellungszentrum am Fernsehturm
- 1988: Berlin, Galerie Otto Nagel
- 1991: Berlin, Kulturhaus Peter Edel („Zigeuner“)
- 1995: Berlin, Galerie der Berliner Graphikpresse („Zum Fünfzigsten“)
- 1995: Berlin, Brecht-Haus Weißensee (Zeichnungen)
- 1997: Berlin, Wissenschaftsstadt Adlershof („Auf Reisen“)
- 1998: Berlin, Galerie Otto Nagel
- 1998: Wasungen, Stadtmuseum
- 2003: Berlin, Galerie Mitte
- 2004: Berlin, Forum Amalienpark
- 2004: Draguignan (Frankreich), ARSTAMPA Museé Municipal,
- 2005: Berlin, Galerie A
- 2007: Berlin, Galerie F 92 („Menschenrechte“)
- 2008: Berlin, Galerie Forum Amalienpark („Streifzüge in Farbe und Schwarzweiß“)
- 2009: Wittenhagen, Conow-Kunsthalle („Südwärts“)
- 2009: Berlin, Büchergilde Buchhandlung (Farblithographie und Malerei)
- 2009: Berlin, Samariterkirche Friedrichshain („Kreuzfahrer und Touristen“)
- 2010: Berlin, Galerie der Berliner Graphikpresse
- 2010: Berlin, Grafik Studio Galerie
- 2012: Berlin, Small World Buchhandlung und Galerie („Bilder aus Weißensee“)
- 2015: Berlin, Kulturbund Galerie Treptow („über 70 Köpfe aus 5 Jahrzehnten“)
- 2020: Berlin, Galerie der Berliner Graphikpresse („Sommer in Warwara“)